# Денежная система Токугава
Денежная система Токугава — унитарная и независимая металлическая денежная система, действовавшая в Японии в период Эдо (1603—1868 годы). Данная денежная система была установлена Токугавой Иэясу в 1601 году и действовала на протяжении всего периода Эдо. До введения этой системы не было строгой централизованной унифицированной денежной системы, местные феодалы чеканили свои собственные монеты. При введении данной системы были созданы специальные учреждения Киндза (яп. 金座) и Гиндза (яп. 銀座), которые контролировали все рудники и запасы металлов, а также организовывали монетные дворы в разных регионах страны. Действие данной системы было прекращено с введением единой японской валюты иены в результате проведения реставрации Мэйдзи.

## Денежные единицы
Стандартизированный официальный обменный курс был установлен в 1608 году.
| Денежная единица  | Монеты                                          | Материал монет                | Обменный курс                                  | Фото |
| ----------------- | ----------------------------------------------- | ----------------------------- | ---------------------------------------------- | ---- |
| Рё (яп. 両 Рё:)   | Обан (яп. 大判 О:бан) — монета номиналом 10 рё  | Золото                        | 1 рё = 50 моммэ = 4000 мон                     |      |
| Рё (яп. 両 Рё:)   | Кобан (яп. 小判) — монета номиналом 1 рё        | Золото                        | 1 рё = 50 моммэ = 4000 мон                     |      |
| Рё (яп. 両 Рё:)   | Итибубан (яп. 一分判) — монета номиналом 1/4 рё | Золото, серебро               | 1 рё = 50 моммэ = 4000 мон                     |      |
| Моммэ (яп. 匁)    |                                                 | Серебро                       | 1 моммэ = 80 мон                               |      |
| Каммон (яп. 貫文) |                                                 | Медь и иные простые материалы | 1 каммон = 100 хики = 1000 мон                 |      |
| Хики (яп. 疋)     |                                                 | Медь и иные простые материалы | 1 хики = 10 мон                                |      |
| Мон (яп. 文)      | Монеты номиналом 1, 4 и 100 мон                 | Медь и иные простые материалы | 1 мон = 1⁄80 моммэ = 1⁄1000 каммон = 1⁄4000 рё |      |